# Thyrsostachys
Els bambús del gènere Thyrsostachys de la subfamília bambusoideae de la família Poaceae, són plantes de clima tropical. Creixen a la Xina, Tailàndia i al Vietnam, en terres baixes de clima sec.

## Taxonomia
- Thyrsostachys oliveri
- Thyrsostachys siamensi